# سيلينة صائدة الذباب
السيلينة صائدة الذباب (باللاتينية: Silene muscipula) نوع نباتي يتبع جنس السيلينة من الفصيلة القرنفلية.

## الموئل والانتشار
موطنها بلاد الشام والمغرب العربي وجنوب أوروبا.

## مرادفات للاسم العلمي
- (باللاتينية: Silene corymbifera Bertol.)
- (باللاتينية: Silene arvensis Loscos, nom. illeg.)
- (باللاتينية: Silene bracteosa Bertol.)
- (باللاتينية: Silene parlangei Emb., des. inval.)